# Rajd Szwecji 1991
Rezultaty Rajdu Szwecji (40. International Swedish Rally), eliminacji Rajdowych Mistrzostw Świata w 1991 roku, który odbył się w dniach 16–18 lutego. Była to druga runda czempionatu w tamtym roku. Bazą rajdu było miasto Karlstad. 

## Wyniki końcowe rajdu[1]
| Msc. | Kierowca         | Pilot             | Samochód                   | Czas    | Strata | Grupa | Punkty |
| ---- | ---------------- | ----------------- | -------------------------- | ------- | ------ | ----- | ------ |
| 1    | Kenneth Eriksson | Staffan Parmander | Mitsubishi Galant VR-4     | 4:56.16 | 0.0    | A8    | 20     |
| 2.   | Mats Jonsson     | Lars Bäckman      | Toyota Celica GT-Four      | 4:56.36 | +0.20  | A8    | 15     |
| 3.   | Markku Alén      | Ilkka Kivimäki    | Subaru Legacy RS           | 4:57.20 | +1.04  | A8    | 12     |
| 4.   | Ingvar Carlsson  | Per Carlsson      | Mazda 323 GTX              | 5:01.55 | +5.39  | A8    | 10     |
| 5.   | Lasse Lampi      | Pentti Kuukkala   | Mitsubishi Galant VR-4     | 5:02.57 | +6.41  | A8    | 8      |
| 6.   | Björn Johansson  | Anders Olsson     | Mazda 323 GTX              | 5:05.36 | +9.20  | A8    | 6      |
| 7.   | Hannu Mikkola    | Johnny Johansson  | Mazda 323 GTX              | 5:06.10 | +9.54  | A8    | 4      |
| 8.   | Per Eklund       | Jan-Olof Bohlin   | Lancia Delta Integrale 16V | 5:06.58 | +10.42 | A8    | 3      |
| 9.   | Didier Auriol    | Bernard Occelli   | Lancia Delta Integrale 16V | 5:08.59 | +12.43 | A8    | 2      |
| 10.  | Leif Asterhag    | Claes Billstam    | Toyota Celica GT-Four      | 5:10.25 | +14.09 | A8    | 1      |

## Klasyfikacja po 2 rundach
Tabele przedstawiają tylko pięć pierwszych miejsc.

### Kierowcy
| Lp. | Kierowca          | Pkt |
| --- | ----------------- | --- |
| 1   | Carlos Sainz      | 20  |
| 2   | Kenneth Eriksson  | 20  |
| 3   | Massimo Biasion   | 15  |
| 4   | Mats Jonsson      | 15  |
| 5   | Francois Delecour | 12  |

### Producenci
| Lp. | Producent  | Pkt |
| --- | ---------- | --- |
| 1   | Toyota     | 20  |
| 2   | Lancia     | 17  |
| 3   | Ford       | 14  |
| 4   | Mitsubishi | 4   |